# Emil Mattiesen

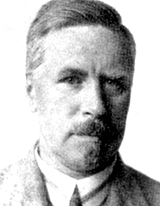
Emil Mattiesen

Emil Karl Gustav Alfred Mattiesen (* 11. Januarjul. / 23. Januar 1875greg.  in Dorpat; † 25. September 1939 in Rostock) war ein deutsch-baltischer Musiker, Musikpädagoge, Komponist und Philosoph. Er ist als Verfasser eines grundlegenden Werkes der Parapsychologie hervorgetreten.

## Leben
Emil Mattiesen war der Sohn von Emil Karl Johann Mattiesen (1835–1888), Hauptschriftleiter und Stadtrat von Dorpat und dessen Frau Emilie von Strümpell (1846–1917). Sein Großvater war der Philosoph und Pädagoge Ludwig von Strümpell. Er besuchte  die Kollmann'sche Privat-Lehranstalt in Dorpat. Mit 16 Jahren erhielt er erstmals musikalischen Unterricht. Sein Abitur legte er 1892 am Staatsgymnasium in Mitau ab. Er studierte Philosophie, Naturwissenschaften und Musik zuerst ab 1892 an der Kaiserlichen Universität Dorpat, 1893/94 an der Universität Leipzig. Nach einer krankheitsbedingten Unterbrechung im Herbst 1894 nahm er das Studium im Januar 1895 wieder auf, zunächst in Dorpat und ab Oktober 1895 wieder in Leipzig, wo er im November 1896 zum Dr. phil. promoviert wurde. Von 1898 bis 1903 unternahm er Reisen durch Asien und Amerika, erlernte einige asiatische Sprachen und befasste sich mit den indischen Religionen. Emil Mattiesen studierte dann von 1904 bis 1908 in Cambridge und London. Nach seiner Rückkehr 1908 nach Deutschland lebte er in Berlin. Hier heiratete er 1913 Eleonore Bühring († 1936) und beschäftigte sich vorrangig mit der Musik, die er bis dahin ausschließlich aus dem Stegreif betrieben hatte. Einige Jahre verbrachte er in Fürstenfeldbruck. 1921 gründete er einen Verein zur Verbreitung seiner Werke in München. 1925 zog er in den beschaulichen Ort Gehlsdorf, heute ein Ortsteil von Rostock. 1929 erhielt er einen Lehrauftrag für Kirchenmusik an der Theologischen Fakultät der Universität Rostock; außerdem war er als Organist, Leiter der akademischen Musiken der Universität Rostock und als Musikkritiker des Rostocker Anzeigers tätig. Emil Mattiesen komponierte Lieder und Balladen, Kammer- und Orgelmusik.
Neben seinem musikalischen Werk beschäftigte Mattiesen sich mit parapsychologischen Forschungen. Seine beiden Hauptwerke Der jenseitige Mensch (1925, 825 S.) und Das persönliche Überleben des Todes (3 Bände, 1936/39, 456 + 438 + 385 S.) blieben durch ihren Umfang und ihre Gründlichkeit im deutschen Sprachraum unerreicht. Mit seinem Opus magnum Das persönliche Überleben des Todes vertrat Mattiesen die sogenannte „Survival-Hypothese“, das heißt, er führte zahlreiche Phänomene an, die nach seiner Ansicht ein Weiterleben der Seele nach dem Tod empirisch bewiesen. Zu dem von ihm herangezogenen Beweismaterial gehören Spukerscheinungen, mediale Kundgaben, Materialisationen, sog. Kreuzkorrespondenzen und Bücherteste u. a. Durch die ablehnende Haltung der Nationalsozialisten zur Parapsychologie wurde dieses Werk jedoch in Deutschland zunächst um seine Wirkung gebracht.
Mattiesen, der 1938 noch ein zweites Mal geheiratet hatte, starb kurz nach Ausbruch des Zweiten Weltkrieges an Leukämie.

## Werke

### Kompositionen
(sämtlich erschienen bei C. F. Peters, Leipzig)
- Fünf Balladen vom Tode für Singstimme (vorzugsweise Bariton oder Mezzosopran) und Klavier op. 1 (1910)
- Zwölf Gedichte für Singstimme und Klavier op. 2 (Heft I, Nr. 1–6: mittel und hoch; Heft II, Nr. 7–12: tief) (1913)
- Acht Lieder und Gesänge für Singstimme und Klavier op. 3 (Heft I, Nr. 1–4: mittel und hoch; Heft II, Nr. 5–8: mittel und tief)
- Willkommen und Abschied nach Johann Wolfgang von Goethe für Tenor und Klavier op. 4
- Künstler-Andachten, Heft I (Nr. 1–4) für hohe und mittlere Singstimme und Klavier op. 5 (1920)
- Künstler-Andachten, Heft II (Nr. 5–8) für mittlere und tiefe Singstimme und Klavier op. 6 (1920)
- Vier heitere Lieder für hohe und mittlere Singstimme und Klavier op. 7
- Sieben Gesänge nach Gedichten von Ricarda Huch für Singstimme und Klavier op. 8 (Heft I, Nr. 1–3: hoch; Heft II, Nr. 4–7: mittel und tief) (1920)
- Zwölf Liebeslieder des Hafis in Georg Friedrich Daumers Nachdichtung für Singstimme und Klavier op. 9 (1920)
- Balladen von der Liebe für Singstimme und Klavier op. 10 (1920)
- Stille Lieder, Heft I op. 11 (1922)
- Stille Lieder, Heft II op. 12 (1922)
- Zwiegesänge zur Nacht für eine weibliche und eine männliche Mittelstimme mit Klavierbegleitung op. 13 (1925)
- Vom Schmerz. Fünf Gedichte für Singstimme und Klavier op. 14 (1930)
- Überwindungen. Sieben Gedichte für Singstimme und Klavier op. 15
- Der Pilger. Ein Lieder-Zyklus für Singstimme und Klavier op. 16 (1928)
- Acht zärtliche Lieder für Singstimme und Klavier op. 17 (1927)

### Forschungen zur Parapsychologie
- 1925 Der jenseitige Mensch. Eine Einführung in die Metapsychologie der mystischen Erfahrung. 1987 unveränderter Nachdruck im Walter de Gruyter-Verlag Berlin – New York online
- 1936–39 Das persönliche Ueberleben des Todes. Eine Darstellung der Erfahrungsbeweise (3 Bände). 1961 Neuauflage mit einem Vorwort von Gebhard Frei, 1987 Neuauflage mit einem Vorwort von Eberhard Bauer, beide im Walter de Gruyter-Verlag Berlin – New York

### Sonstige Veröffentlichungen
- 1897 Ueber philosophische Kritik bei Locke und Berkeley (Dissertation)
- 1926 Die Kunstkasse in Neukloster. Eine Geschichte und ein Aufruf in Mecklenburgische Monatshefte